# 12650 de Vries
A 12650 de Vries (ideiglenes jelöléssel (12650) 2247 T-3) a Naprendszer kisbolygóövében található aszteroida. Cornelis Johannes van Houten, Ingrid van Houten-Groeneveld és Tom Gehrels fedezte fel 1977. október 16-án.

## Kapcsolódó szócikk
- Kisbolygók listája (12501–13000)